# Möllendorf (Sonnewalde)
Möllendorf ist ein Ortsteil der Stadt Sonnewalde im Landkreis Elbe-Elster in Brandenburg. 

## Geografie und Verkehrsanbindung
Möllendorf liegt südöstlich der Kernstadt Sonnewalde an der Kleinen Elster und an der Kreisstraße K 6228. Südwestlich verläuft die B 96, südöstlich erstreckt sich das rund 47 ha große Naturschutzgebiet Tanneberger Sumpf - Gröbitzer Busch. Möllendorf liegt an der Bahnstrecke Finsterwalde–Luckau.

## Geschichte
Möllendorf wurde am 1. Oktober 1973 nach Breitenau eingemeindet.

## Sehenswürdigkeiten
- In der Liste der Baudenkmale in Sonnewalde ist für Möllendorf kein Baudenkmal aufgeführt.